# Jiří Brandštetr

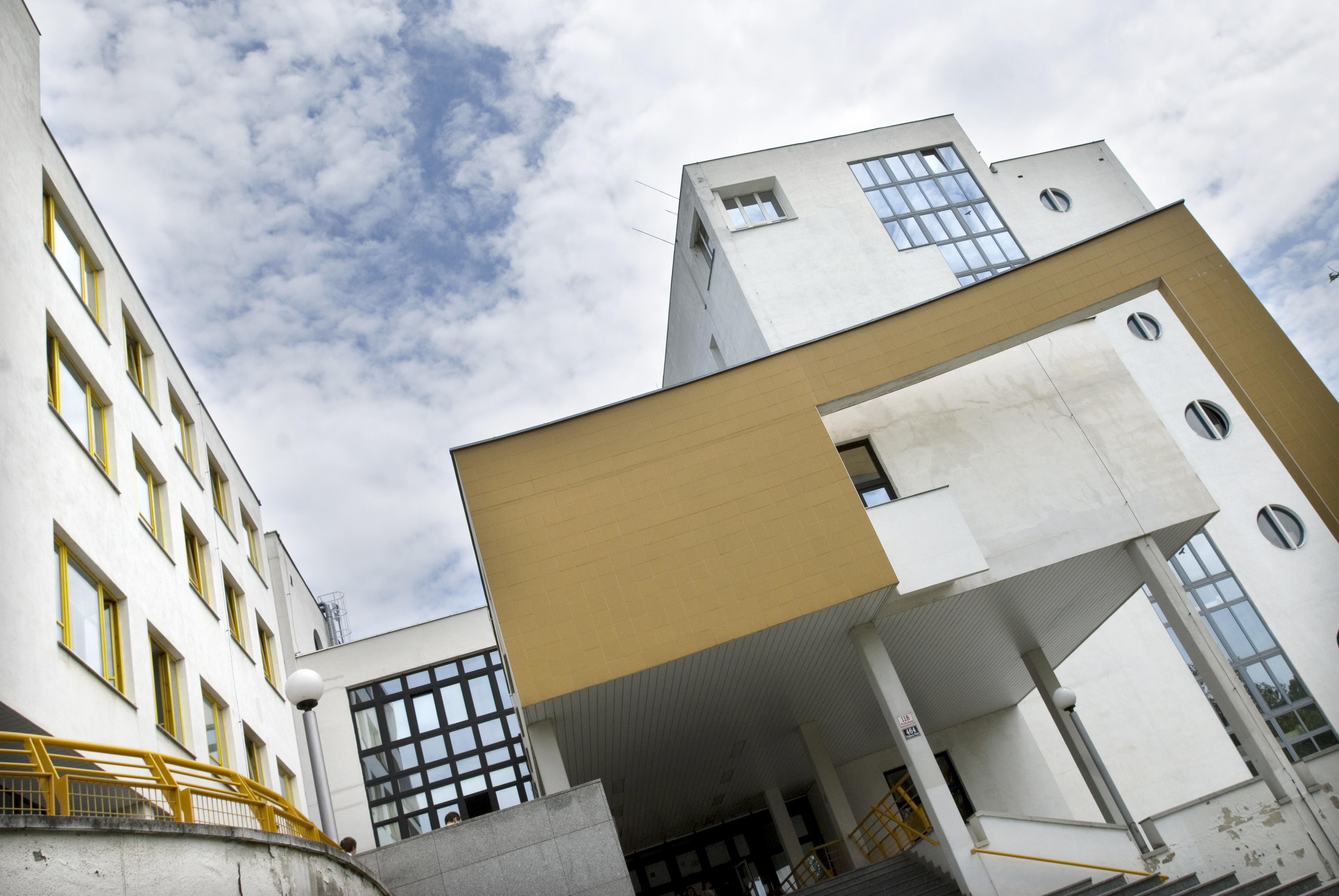
Fakulta chemická na Vysokém učení technickém v Brně

Jiří Brandštetr (1927 - 15. března 2017 v Brně) byl dlouholetý pedagog a výzkumník Ústavu chemie materiálů na Vysokém učení technickém (VUT) v Brně. Po sametové revoluci v roce 1989 se významně zasadil o obnovení Fakulty chemické na Vysokém učení technickém v Brně. V roce 1992 se stal vedoucím Ústavu chemie materiálů a předsedou akademického senátu fakulty. Je autorem publikace 85 let chemického inženýrství v Brně (1911–1996), která byla vydaná k příležitosti inaugurace Fakulty chemické.
Za 33 let pedagogického působení koncipoval řadu chemických předmětů, které rovněž přednášel. Publikoval přes 300 odborných prací, je autorem několika skript a řady patentů. Byl řešitelem několika desítek výzkumných úkolů a zavedl metodu termochemické analýzy
Během své akademické kariéry působil ve Spojeném ústavu jaderných výzkumů v Dubně, dále v Kanadě, USA, Německu a Švédsku. Spolu se svými zahraničními kolegy se věnoval problematice bezslínkových struskoalkalických betonů a využití druhotných surovin v bezcementových směsích, zvláštně pak teplárenských popílků.

## Studium a kariéra

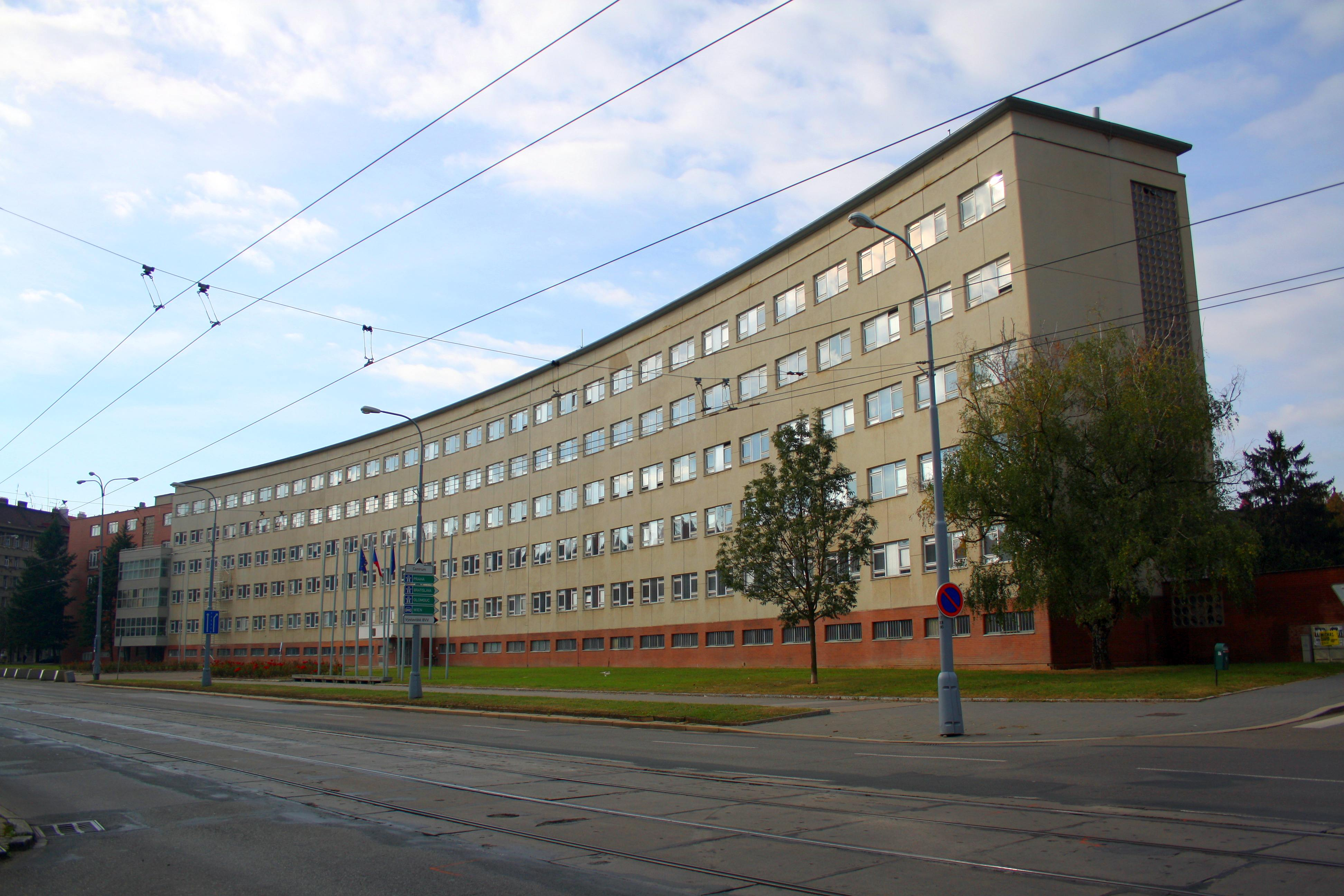
Bývala budova Vojenské technické akademie v Brně

Jiří Brandštetr se narodil v roce 1927. V roce 1951 ukončil studium na chemické fakultě Vysoké školy technické v Brně. Již od roku 1950 byl asistentem u Antonína Jílka (1889-1957) na katedře analytické chemie, která byla v roce 1951 převedena na Vojenskou technickou akademii v Brně. Od roku 1958 působil na katedře chemie stavební fakulty Vysokého učení technického v Brně u Aloise Wagnera (1896-1978). Vědeckou kandidaturu (CSc.) obhájil v roce 1963 a habilitoval se v roce 1964 pro obor analytické chemie. V roce 1969 po odchodu Aloise Wagnera do důchodu nastoupil Jiří Brandštetr na místo vedoucího katedry, která však byla v roce 1986 zrušena a přičleněna jako oddělení chemie ke katedře technologie výroby stavebních hmot.

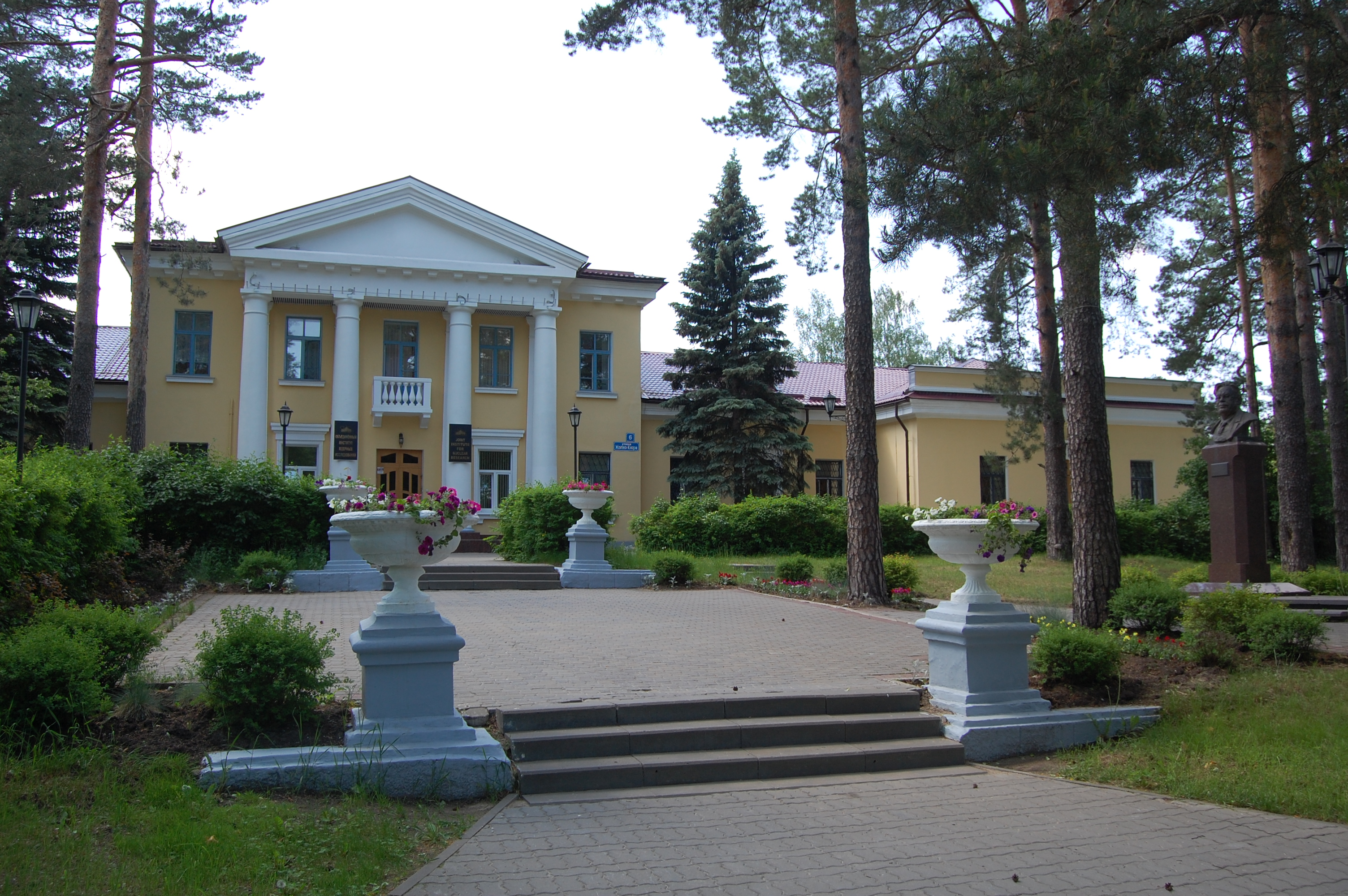
Spojený ústav jaderných výzkumů v Dubně

V letech 1960 až 1962 pracoval ve Spojeném ústavu jaderných výzkumů v Dubně, v roce 1967 v Kinshase v Zaire, v roce 1990 v Kanadě, dále absolvoval pobyty v Budapešti, Kyjevě, Moskvě a ve státech USA, Německu a Švédsku.
Po sametové revoluci v roce 1989 se významně se zasadil o obnovení Fakulty chemické na Vysokém učení technickém v Brně. V roce 1992 se stal vedoucím Ústavu chemie materiálů a předsedou akademického senátu fakulty. Je autorem publikace 85 let chemického inženýrství v Brně (1911–1996), která byla vydaná k příležitosti inaugurace Fakulty chemické. Během své kariéry byl odpovědným řešitelem několika desítek výzkumných ústavů a škol.
V roce 2004 při příležitosti oslav 105. výročí založení Vysokého učení technického v Brně mu byla udělena zlatá medaile za zásluhy o obnovení Fakulty chemické VUT v Brně a za významný přínos k rozvoji chemie na VUT.

## Výzkum a aktivity

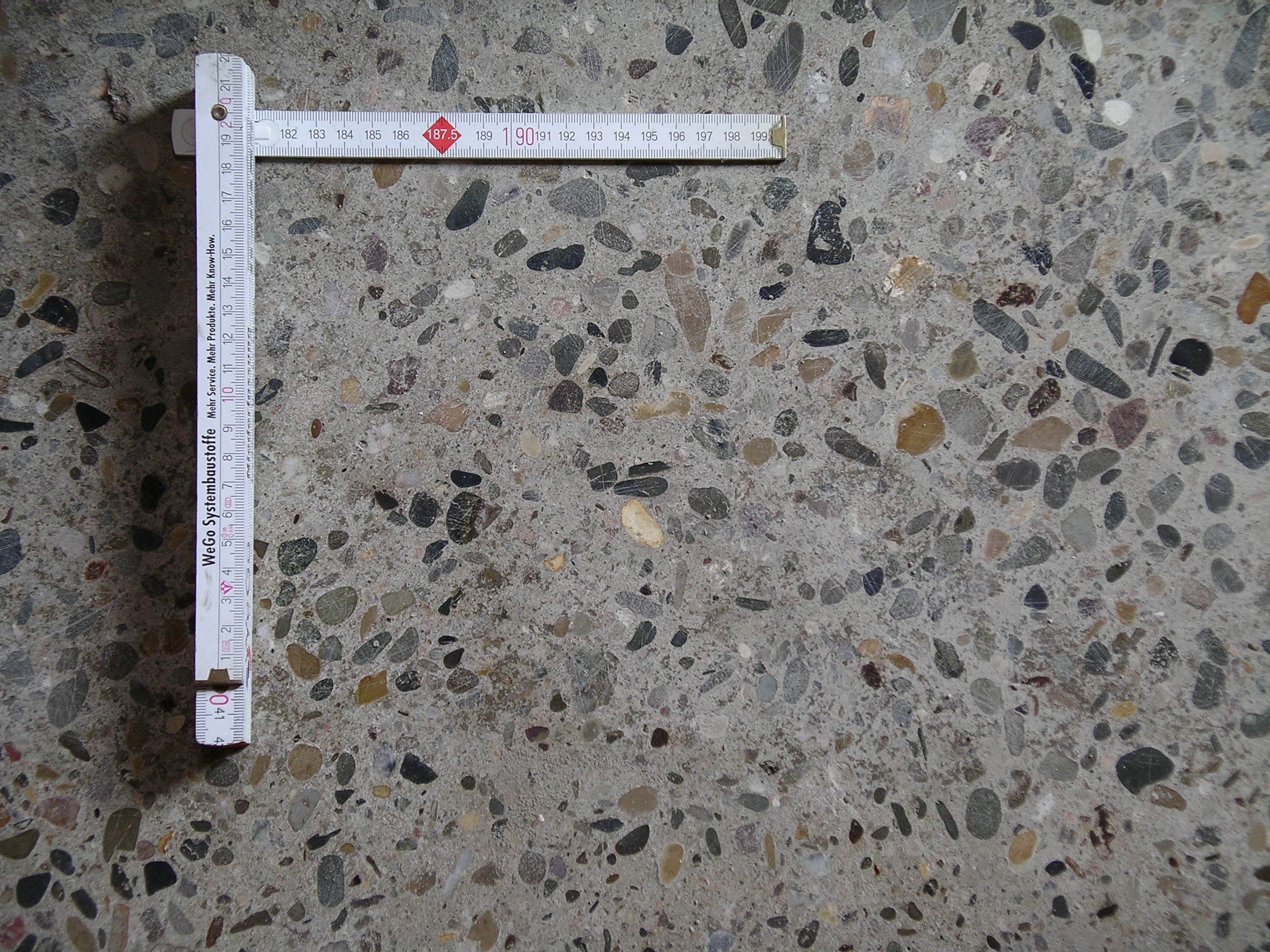
Ukázka kompozitního materiálu - beton

- Ukázka kompozitního materiálu - betonJiří Brandštetr se věnoval základnímu i aplikovanému výzkumu vlastností a využití strusek a popílků v kompozitních materiálech různého složení a zejména aplikaci tuhých zbytků fluidního spalování uhlí.
- Ve vědecké oblasti se věnoval zejména využití fluidních popílků, rozvíjel vysokohodnotné betony a dosáhl v této oblasti významných výsledků.
- Byl konzultantem v oboru chemie speciálních silikátových pojivových systémů.
- Od šedesátých let zaváděl do analytické praxe metodu termochemické analýzy.

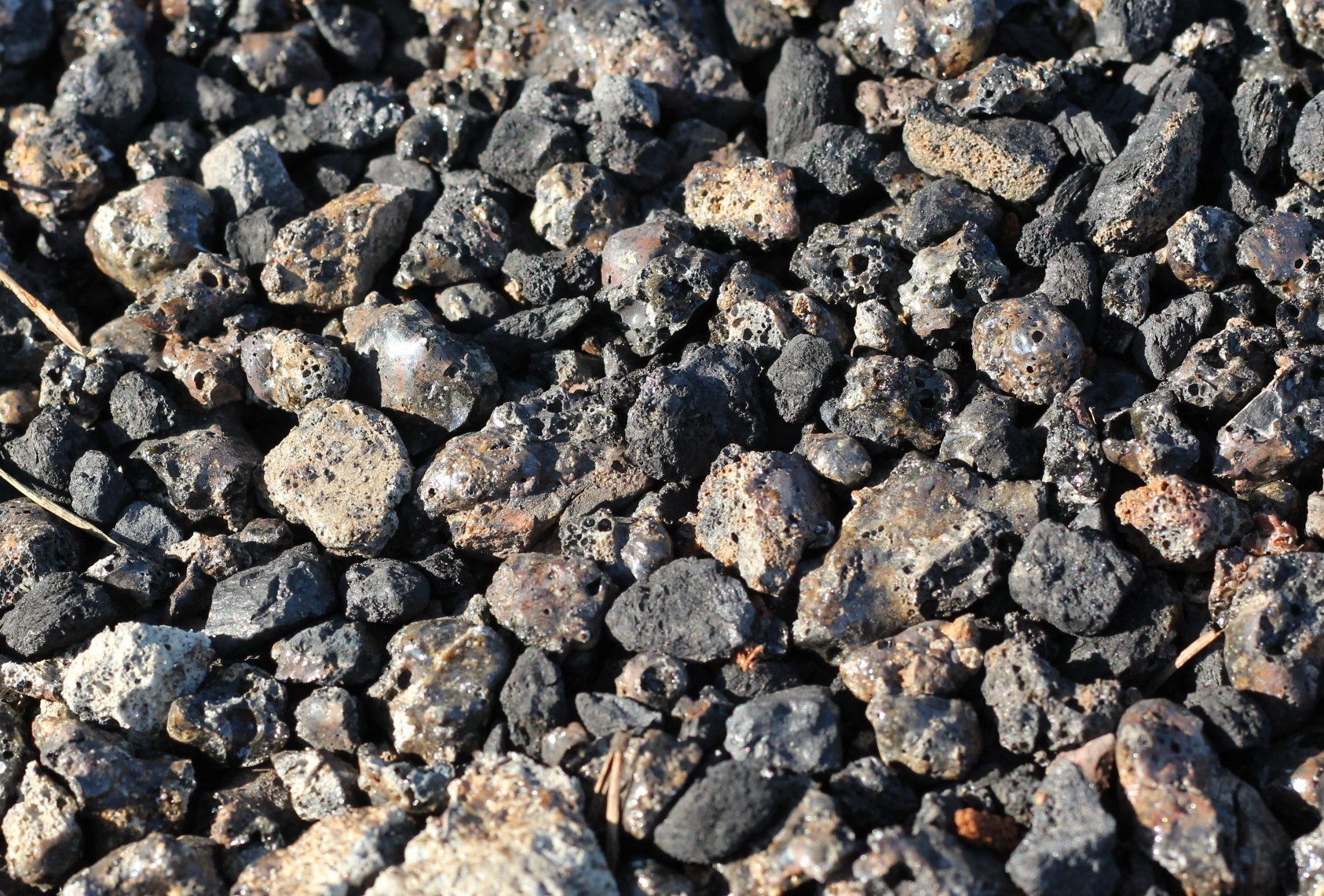
Ukázka hrubozrnného materiálu - struska

- Ukázka hrubozrnného materiálu - struskaVe spolupráci s pracovníky v Kyjevě, Kanadě a Finsku se věnoval problematice bezslínkových struskoalkalických betonů a výzkumu složení a využití některých druhotných surovin, zvláště popílků v bezcementových směsích z teplárenských popílků.
- Vedl projekty Grantové agentury České republiky.
- Byl dlouholetým aktivním členem brněnské pobočky České společnosti chemické. V létech 1974 až 1977 zastával funkci vědeckého tajemníka pobočky a řídil uspořádání sjezdu společnosti v Brně.
- Spolupracoval s řadou zahraničních pracovišť v Budapešti, Kyjevě, Moskvě a ve státech USA, Německu a Švédsku. Výsledky své práce prezentoval na mnoha národních a zahraničních konferencích.

## Osobní život
Jiří Brandštetr měl všestranné nadání a jeho velkým koníčkem byl sport. Jako talentovaný sportovec se šestnáct let věnoval závodně lehké atletice a později cvičit v Sokole.
Jeho velkou zálibou byla také klasická hudba a divadelní umění.